# Autokefalna Crkva
Autokefalna Crkva (grč. autos = sam, kefale = glava) naziv je u pravoslavnim i u istočnim pravoslavnim Crkvama, za samostalnu Crkvu koja ne ovisi o nekoj drugoj Crkvi. Riječ je o mjesnoj Crkvi koja predstavlja narod Božji sabran u jednom mjestu poradi prinošenja otajstva Euharistije kao svjedočanstva života te Crkve u Kristu, pod vodstvom biskupa koji ima apostolsko nasljedstvo.
Neka Crkva priznaje se autokefalnom ako ima sabor mjesnih biskupa (episkopa) koji su njezina jedina kanonska vlast, ako bira svoga poglavara (arhiepiskopa ili patrijarha), ako ima određeni teritorij pod svojom jurisdikcijom, ako posvećuje sveto ulje (sveto miro) za sakrament miropomazanja. Takva Crkva postaje autokefalnom tek kada joj takav status priznaju ostale pravoslavne Crkve. U novije vrijeme spore se Carigradska patrijaršija i Ruska pravoslavna Crkva oko toga daje li autokefalnost nekoj Crkvi Carigradska patrijaršija ili Crkva majka od koje se dotična Crkva odjeljuje.